# Anthony Bennett (Radsportler)
Anthony Bennett (* 22. August 1987) ist ein australischer Bahn- und Straßenradrennfahrer.
Anthony Bennett gewann 2004 bei den Oceania Games in Melbourne die Goldmedaille in der Mannschaftsverfolgung der Juniorenklasse. Im nächsten Jahr wurde er australischer Juniorenmeister im Scratch. Im Madison belegte er bei der nationalen Meisterschaft Rang drei. Ab 2007 fuhr Bennett für das australische Continental Team FRF Couriers-NSWIS. Die Mannschaft wurde im Oktober 2008 umbenannt in Panasonic.

## Erfolge – Bahn
2004
- Oceania Games – Mannschaftsverfolgung (Junioren) mit Todd Dawson, Gerard Murphy und Mark O’Brien

2005
- Australischer Meister – Scratch (Junioren)

## Teams
- 2007 FRF Couriers-NSWIS
- 2008 FRF Couriers-NSWIS / Panasonic